# Thomas Sadecky
Thomas Sadecky ist ein Schweizer Tischtennisspieler. Er hatte seine grössten Erfolge in den 1970er Jahren, ist dreifacher nationaler Meister im Einzel und nahm an einer Tischtennisweltmeisterschaft teil.

## Werdegang
Thomas Sadecky spielte beim Verein Young Stars Zürich. Bei den Nationalen Schweizer Meisterschaften gewann er zwischen 1974 und 1985 insgesamt zehn Titel, nämlich drei im Einzel, vier im Doppel und drei im Mixed:
- 1974: Einzel und Mixed mit Beatrice Luterbacher
- 1975: Einzel
- 1976: Doppel mit Marikus Frutschi und Mixed mit Vreni Lehmann
- 1977: Einzel
- 1979: Doppel mit Le Thanh
- 1980: Mixed mit Franziska Weibel
- 1984: Doppel mit Thierry Miller
- 1985: Doppel mit Thierry Miller

1975 wurde er für die Teilnahme an der Weltmeisterschaft nominiert, kam dabei aber nicht in die Nähe von Medaillen.
1981 wechselte Thomas Sadecky zum Schweizer Drittliga-Verein TTC Baar.

## Privat
Thomas Sadecky gehörte zu den Investoren des 1984 gegründeten Schweizer Privatfernsehsenders U1-TV. Sein Sohn Alexander spielt Tennis.

## Turnierergebnisse
| Verband | Veranstaltung     | Jahr | Ort      | Land | Einzel | Doppel    | Mixed | Team |
| ------- | ----------------- | ---- | -------- | ---- | ------ | --------- | ----- | ---- |
| SUI     | Weltmeisterschaft | 1975 | Calcutta | IND  | Qual   | letzte 64 | Qual  | 29   |